# Myiagra freycineti
Myiagra freycineti е изчезнал вид птица от семейство Monarchidae.

## Разпространение
Видът е разпространен в Гуам.